# Dipartimento di Batha Occidentale
Il dipartimento di Batha Occidentale è un dipartimento del Ciad facente parte della provincia di Batha. Il capoluogo è Ati.

## Comuni
Il dipartimento comprende i seguenti comuni:
- Ati
- Koundjourou